# Hirosaki
Hirosaki (japanisch 弘前市, -shi) ist eine Großstadt in der Präfektur Aomori im Norden des Landesinneren von Honshū, der Hauptinsel von Japan.

## Geografie
Hirosaki liegt in der Tsugaru-Ebene, etwa 30 km südwestlich von Aomori.

## Geschichte
Hirosaki ist eine alte Burgstadt. In der Meiji-Zeit erfolgte am 1. April 1889 die Ernennung des Ortes zur Stadt (shi). Sie war damit die erste in der Präfektur Aomori, musste aber den Sitz der Präfekturverwaltung dem günstiger gelegenen Aomori überlassen.

## Verkehr
- Straße:
  - Tōhoku-Autobahn
  - Nationalstraße 7: nach Aomori und Niigata
  - Nationalstraßen 102
- Zug:
  - JR Ōu-Hauptlinie

## Wirtschaft
Wirtschaftlich spielt die Herstellung von Farben und Lackwaren eine Rolle. Die Gegend um Hirosaki ist auch eines der wichtigsten japanischen Obstanbaugebiete, vor allem für Äpfel und Kirschen. Die optische Industrie ist mit Tamron vertreten.

## Sehenswürdigkeiten
- Burg Hirosaki (弘前城, Hirosaki-jō)
- Iwakiyama-Schrein (岩木山神社, Iwakiyama-jinja)

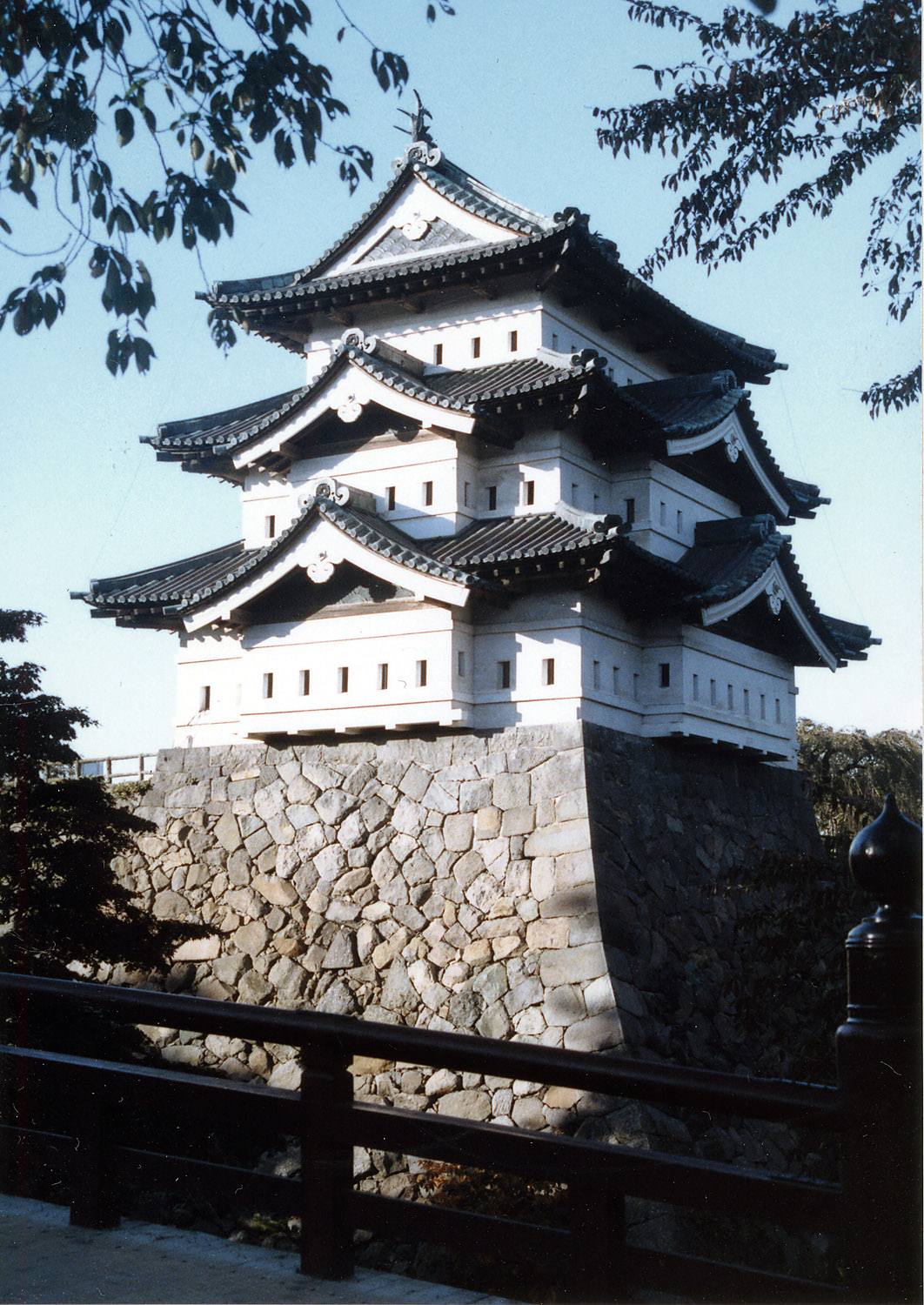
Burg Hirosaki

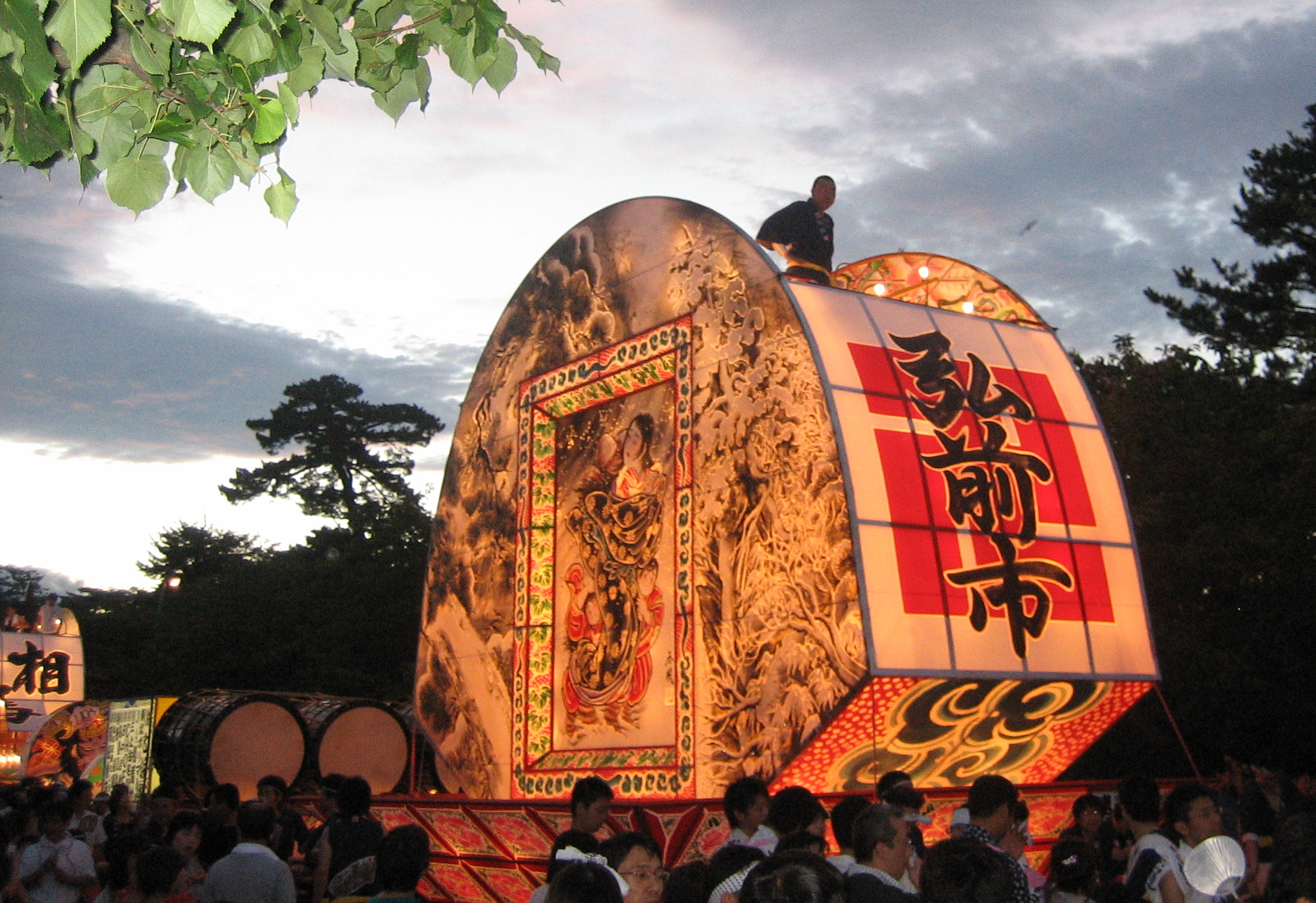
Neputa-Fest

Zum Stadtbild gehören außerdem auch einige Samuraihäuser und vor allem Gebäude aus dem Anfang der Meiji-Zeit im westlichen Stil.
Neben dem Kirschblüten-Fest im Frühling ist auch das Neputa-Fest berühmt, das jährlich in der ersten August-Woche stattfindet. Dann werden beleuchtete Gebilde in Fächerform auf Wagen durch die Stadt gefahren.

## Bildung
In Hirosaki befindet sich die staatliche Universität Hirosaki und die Privatuniversitäten Hirosaki-Gakuin-Universität und die Frauenuniversität Tōhoku. Des Weiteren befinden sich in Hirosaki zwei Kurzhochschulen, 10 Ober-, 17 Mittel-, 37 Grundschulen und eine, die sowohl Mittel- als auch Grundschule ist.

## Söhne und Töchter der Stadt
- Kuga Katsunan (1857–1907), Journalist
- Satō Kōroku (1874–1949), Schriftsteller und Dramatiker
- Fukushi Kōjirō (1889–1946), Dichter
- Ishizaka Yōjirō (1900–1986), Schriftsteller
- Wakanohana Kanji (1928–2010), Sumōringer
- Shūji Terayama (1935–1983), Schriftsteller und Filmregisseur
- Masashi Miura (* 1946), Herausgeber, Literaturkritiker, Essayist und Tanzexperte
- Yoshitomo Nara (* 1959), Maler und Bildhauer
- Kiminobu Kimura (* 1970), Skirennläufer
- Hiroshi Kūdo (* 1974), Skilangläufer
- Iwakiyama Ryūta (* 1976), Sumōringer
- Wakanosato Shinobu (* 1976), Sumōringer
- Kai Sasaki (* 1998), Fußballspieler
- Yūdai Fujiwara (* 2002), Fußballspieler

## Angrenzende Städte und Gemeinden

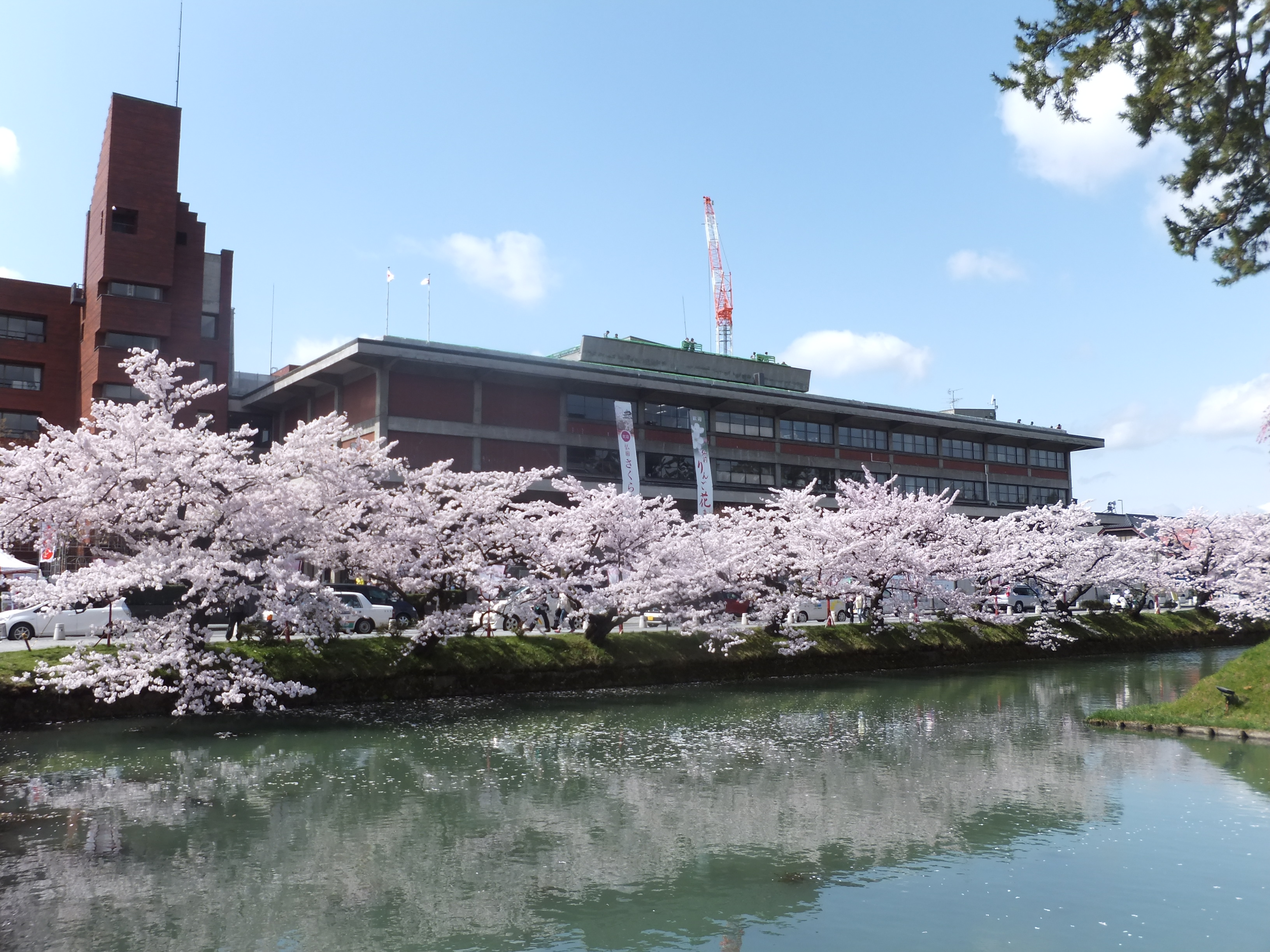
Rathaus

- Ōdate
- Tsugaru
- Hirakawa